# Iconographia Genera Plantarum
Iconographia Genera Plantarum, o Iconographia generum plantarum (abreviado Iconogr. Gen. Pl.), es un libro con ilustraciones y descripciones botánicas que fue escrito por el botánico de Austria, numismático, político, y sinólogo, Stephan Ladislaus Endlicher y publicado en Viena en 1837–1841.